# Sitamarhi
Sitamarhi é uma cidade e um município no distrito de Sitamarhi, no estado indiano de Bihar.

## Geografia
Sitamarhi está localizada a 26° 36′ N, 85° 29′ L. Tem uma altitude média de 56 metros (183 pés).

## Demografia
Segundo o censo de 2001, Sitamarhi tinha uma população de 56.769 habitantes. Os indivíduos do sexo masculino constituem 54% da população e os do sexo feminino 46%. Sitamarhi tem uma taxa de literacia de 65%, superior à média nacional de 59,5%: a literacia no sexo masculino é de 71% e no sexo feminino é de 57%. Em Sitamarhi, 16% da população está abaixo dos 6 anos de idade.